# ریبالکو (داغستان)
ریبالکو (به لاتین: Rybalko) یک منطقهٔ مسکونی در روسیه است که در شهرستان کیزلیارسکی واقع شده‌است.